# 天鹤座π¹
天鶴座π，又名CD-4614292，HD 212087、SAO 231105、HR 8521，是天鶴座的一颗恒星，视星等为6.62，位于銀經350.28，銀緯-55.16，其B1900.0坐标为赤經22h 16m 37.4s，赤緯-46° -55.16′ 7″。